# Drosay
Drosay település Franciaországban, Seine-Maritime megyében. Lakosainak száma 192 fő (2022. január 1.). Drosay Crasville-la-Mallet, Hautot-l’Auvray, Néville, Ocqueville, Pleine-Sève, Sainte-Colombe, Saint-Vaast-Dieppedalle és Sasseville községekkel határos.

## Népesség
A település népességének változása:
| Lakosok száma | 191  | 196  | 205  | 198  | 196  | 194  | 192  | 192  | 192  |
|               | 2013 | 2015 | 2016 | 2017 | 2018 | 2019 | 2020 | 2021 | 2022 |